# Horodyszcze (rejon baranowicki)
Horodyszcze (biał. Гарадзішча) – osiedle typu miejskiego na Białorusi, w obwodzie brzeskim w rejonie baranowickim, 25 km od Baranowicz, około 2,2 tys. mieszkańców (2010).
Miasto magnackie położone było w końcu XVIII wieku w powiecie nowogródzkim województwa nowogródzkiego.
Znajdują tu się dwie parafie – prawosławna (pw. Podwyższenia Krzyża Pańskiego) i rzymskokatolicka (pw. Matki Bożej Różańcowej).

## Urodzeni w Horodyszczach
- Ludwik Masłowski – polski publicysta, tłumacz, jeden z pierwszych polskich socjologów, pisarz polityczny[4].
- Borys Kleckin – żydowski wydawca literatury i prasy jidysz związany z Wilnem, działacz Bundu[5].

## Historia

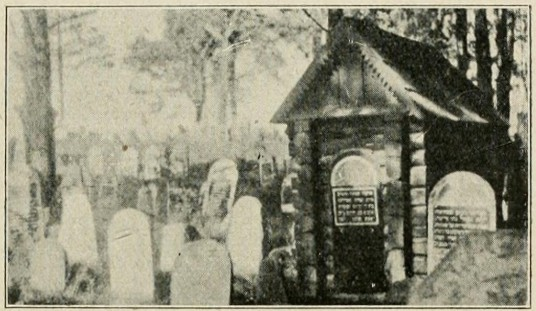
Cmentarz żydowski w Horodyszczu

Osada pierwszy raz wspominana w 1414 roku, od 1494 siedziba parafii. Miasteczko w obszarze I Rzeczypospolitej utracone zostało po II rozbiorze Polski w 1793 na korzyść Imperium Rosyjskiego. W latach 1920–1939 w granicach II Rzeczypospolitej; siedzibą wiejskiej gminy Horodyszcze. W 1939 zaanektowane przez ZSRR i włączone w skład BSRR. W 1940 otrzymuje status osiedla typu miejskiego, w latach 1941–1944 pod okupacją niemiecką. 
Podczas okupacji hitlerowskiej, w lecie 1941 roku Niemcy utworzyli getto dla żydowskich mieszkańców. Przebywało w nim około 1000 osób. 21 października 1941 większość Żydów wywieziono do getta w Baranowiczach. W marcu 1943 roku Niemcy zlikwidowali getto, a pozostałych Żydów-specjalistów zamordowano na cmentarzu żydowskim. 
Po wojnie w granicach ZSRR i od 1991 w niepodległej Białorusi.
W Horodyszczu znajduje się zabytkowa drewniana XVIII-wieczna cerkiew Podwyższenia Krzyża Pańskiego oraz wzniesiony w tym samym stuleciu kościół Najświętszej Maryi Panny Królowej Różańca Świętego.